# روني بويس
روني بويس (بالإنجليزية: Ronnie Boyce)‏ (6 يناير 1943 في المملكة المتحدة - 13 فبراير 2025) هو لاعب كرة قدم بريطاني في مركز الوسط. لعب مع وست هام يونايتد.

## وصلات خارجية
- روني بويس على موقع قاعدة بيانات كرة القدم.إي يو (الإنجليزية)